# Autocefalia de la Iglesia ortodoxa de Ucrania

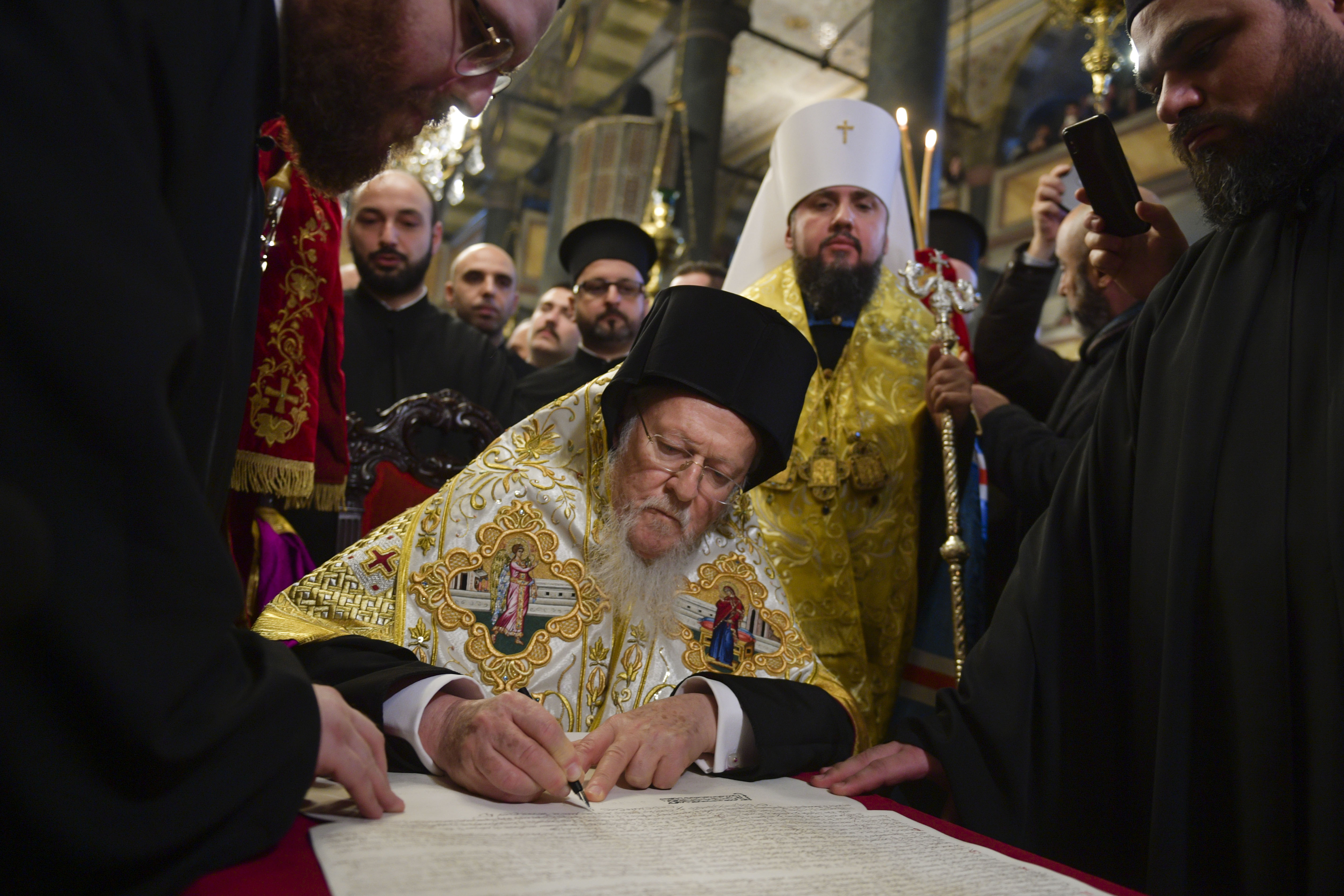
Patriarca Bartolomé I firmando el Tomos, a lado de Epifanio I, primado de la Iglesia ortodoxa de Ucrania (OCU), que posee el título de Metropolitano de Kiev y toda Ucrania (con un klobuk blanco).

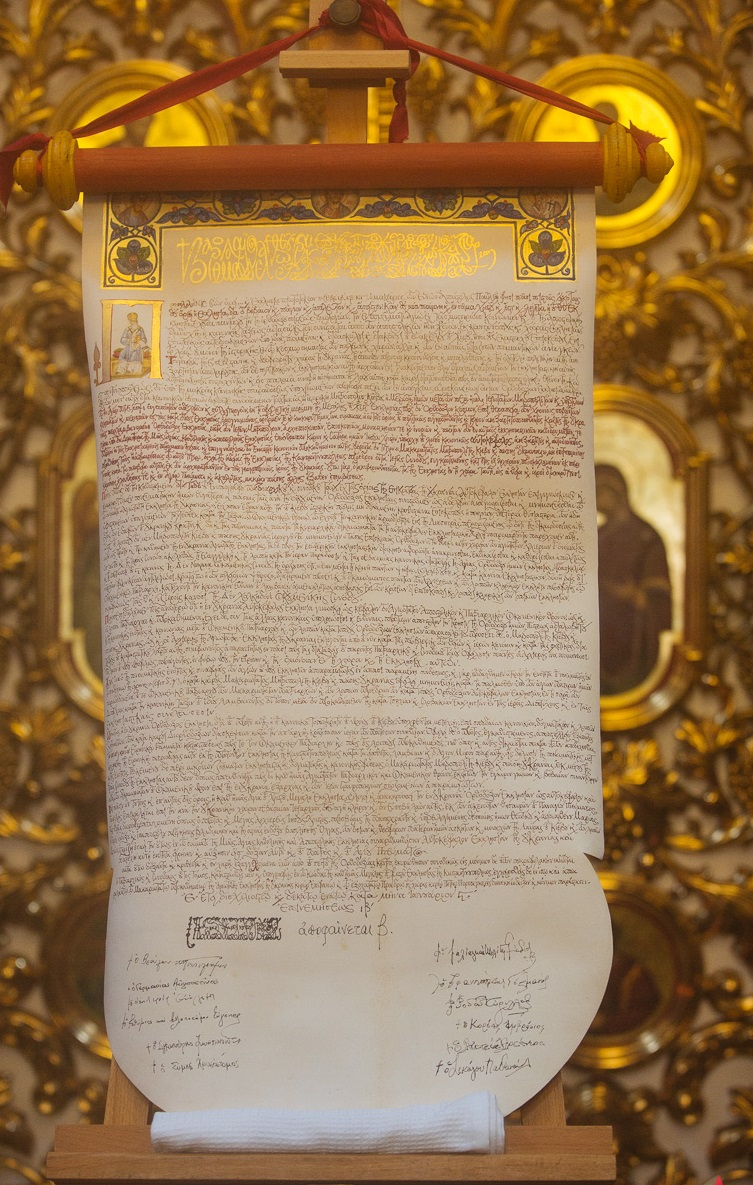
Tomos de la autocefalia de la Iglesia ortodoxa de Ucrania.

El 11 de octubre de 2018, el sínodo del Patriarcado Ecuménico de Constantinopla anunció que "procederá a otorgar la autocefalia a la Iglesia ortodoxa de Ucrania", haciéndola independiente de la Iglesia ortodoxa rusa. Esta decisión llevó al Santo Sínodo de la Iglesia ortodoxa rusa a romper la comunión con el Patriarcado Ecuménico el 15 de octubre de 2018, que marcó el inicio del cisma de Moscú-Constantinopla de 2018. El 15 de diciembre de 2018, la Iglesia ortodoxa de Ucrania se formó después de un consejo de unificación. El 5 de enero de 2019, Bartolomé I, el Patriarca Ecuménico de Constantinopla, firmó el Tomos por el que se reconocía y establecía oficialmente la recién formada Iglesia ortodoxa de Ucrania y a la que se otorgó la autocefalia (autogobierno).

## Antecedentes
El Patriarca Ecuménico de Constantinopla afirma ser el líder más importante y el representante internacional de la Iglesia ortodoxa. La iglesia está dividida geográficamente en varias iglesias locales en gran parte independientes, cada una con su propio líder (patriarca, arzobispo o metropolitano).
Poco después de que Ucrania obtuvo su independencia, después de la desintegración de la Unión Soviética, algunos de sus presidentes le pidieron al Patriarcado Ecuménico que le diera a Ucrania una iglesia distinta del Patriarcado de Moscú.

### Tres iglesias
Desde finales del siglo XX, tres jurisdicciones ortodoxas han existido en Ucrania.
- La Iglesia ortodoxa ucraniana (Patriarcado de Moscú) (UOC-MP):, que forma parte de la Iglesia ortodoxa rusa y, por lo tanto, está bajo el Patriarcado de Moscú. Esta iglesia fue, hasta el 11 de octubre de 2018, la única iglesia ortodoxa en Ucrania reconocida por otras iglesias ortodoxas.
- La Iglesia ortodoxa autocéfala ucraniana (UAOC):, liderada por el Metropolitano Makariy, que era independiente, se fundó en 1921 tras el establecimiento de la República Popular Ucraniana de corta duración y sobrevivió a la Unión Soviética tanto fuera como dentro del país.
- La Iglesia Ortodoxa Ucraniana - Patriarcado de Kiev (UOC-KP):, liderada por el Patriarca Filaret de Kiev, una iglesia independiente que fue fundada en julio de 1992. En enero de 1992, después de que Ucrania obtuvo su independencia de la Unión Soviética luego de su disolución, el Metropolitano de Kiev Filaret de la UOC-MP[5] convocó una asamblea en el Kiev Pechersk Lavra que adoptó una solicitud de autocefalia al Patriarca de Moscú.[6][7] El Patriarcado de Moscú no cumplió y le pidió a Filaret que renunciara.[6][8] Filaret no renunció y fue suspendido el 27 de mayo de 1992 por la UOC-MP.[9][8] Los obispos leales al Metropolitano Filaret y un grupo similar de la Iglesia Ortodoxa Autocéfala Ucraniana organizaron un sínodo unificador que se celebró del 25 al 26 de junio de 1992. Los delegados acordaron formar una iglesia combinada llamada Iglesia Ortodoxa Ucraniana - Patriarcado de Kiev bajo un patriarca. elegido, Mstyslav de la UAOC.[9][10] Filaret fue derrocado el 11 de julio de 1992 por la Iglesia ortodoxa rusa.[8] Después de la muerte del patriarca Mstyslav en 1993, la iglesia fue dirigida por el patriarca Volodymyr y la UAOC y la OUC-KP se convirtieron en entidades separadas. En julio de 1995, tras la muerte de Volodymyr, Filaret fue elegido jefe de la UOC-KP por un voto de 160-5.[10] Filaret fue anatematizado por la Iglesia ortodoxa rusa en 1997.[11][8]

La UAOC y la UOC-KP no fueron reconocidas por otras iglesias ortodoxas y fueron consideradas cismáticas. Los funcionarios de la Iglesia Ortodoxa rusa declararon que la anatematización de Filaret fue "reconocida por todas las iglesias ortodoxas locales, incluida la Iglesia de Constantinopla". El sínodo del Patriarcado Ecuménico reconoció, de hecho, en una carta de julio de 1992 al Patriarca Alexy II, el derrocamiento de Filaret por parte de la Iglesia Ortodoxa rusa, y el Patriarca Ecuménico reconoció la anatematización de Filaret en una carta de abril de 1997 al patriarca Alexy II.
El 11 de octubre de 2018, se levantaron las excomuniones de la UAOC y la UOC-KP, sin embargo, el Patriarcado Ecuménico no reconoció a la UAOC ni a la UOC-KP como legítimas y sus líderes no fueron reconocidos como primates de sus respectivas iglesias. A partir del 15 de diciembre de 2018, la UAOC y la UOC-KP ya no existen y se han fusionado con algunos miembros de la UOC-MP para formar la Iglesia ortodoxa de Ucrania. La UOC-MP todavía existe. La UOC-MP tiene 12,064 parroquias activas, la UOC-KP tuvo 4,807 y la UAOC tenía 1,048.

### El patriarcado ecuménico y la situación eclesiástica en Ucrania
En abril de 2014, el Patriarca Ecuménico habló sobre los problemas eclesiásticos en Ucrania durante su sermón del Domingo de Ramos y dijo: "El Patriarcado Ecuménico reconoce los difíciles desafíos que enfrenta el pueblo ucraniano bendecido hoy". En febrero de 2015, el Primado de la Iglesia Ortodoxa Ucraniana Canadiense, Metropolitan Yuri (Kalishchuk), durante una mesa redonda en la agencia Ukrinform, declaró que "[t] él Patriarcado [de Constantinopla] está observando la situación en Ucrania y considera la solución ideal para obtener la ortodoxia unificada "y" trabajará para unir la ortodoxia en Ucrania ". Agregó que el "Patriarcado de Constantinopla está esperando la solicitud y la orientación de las jurisdicciones ortodoxas ucranianas aquí, pero ante todo está esperando un paso del Presidente de Ucrania".
El 6 de junio de 2015, la UAOC solicitó al Patriarcado Ecuménico que recibiera "[la] Iglesia Ortodoxa Autocéfala Ucraniana al Patriarcado Ecuménico como metrópolis con [sic, debería ser" una metrópolis con "] los derechos de autogobierno". El 24 de junio, el "Santo Sínodo de la Iglesia Ortodoxa Ucraniana (Patriarcado de Moscú), celebrado el 24 de junio en Kiev [Kiev]" emitió una declaración sobre la presencia "de dos obispos del Patriarcado de Constantinopla en Ucrania [Obispo Daniel de Pamphilon y Obispo Ilarion] y su reunión con el clero ucraniano ". Los "Obispos de la Iglesia Ortodoxa Ucraniana (Patriarcado de Moscú)" expresaron su preocupación "por las actividades [del Obispo Daniel de Pamphilon y del Obispo Ilarion] en el" territorio canónico "de la UOC (MP) sin el consentimiento de los jerarcas de la Iglesia Ortodoxa Ucraniana (Moscú) Patriarcado). " El 27 de junio, la UOC-KP, después de su Santo Sínodo ese mismo día, decidió planear pedirle al Patriarca Ecuménico que reconozca su condición de autocéfalo.
El 2 de febrero de 2016, el Patriarca de Moscú declaró oficialmente que "es importante que ya exista un entendimiento común de la necesidad de consenso entre todas las Iglesias, excluyendo cualquier acción unilateral para otorgar la autocefalia". El mismo día advirtió que "el reconocimiento unilateral del cisma [en Ucrania] tendrá inevitablemente [consecuencias catastróficas] para la unidad de la Iglesia ortodoxa [.]"; en esta ocasión, el patriarca ecuménico declaró: "Todos reconocemos que Metropolitan Onufry es el único jefe canónico de la ortodoxia en Ucrania".
En junio de 2016, se celebró en Creta el Consejo Panortodoxo 2016. Sin embargo, unos días antes de que comenzara, la Iglesia ortodoxa rusa se negó a participar. Anteriormente, las iglesias ortodoxas de Georgia, Bulgaria y Antioquía también se habían negado a participar. Uno de los temas citados fue el método de proclamar la autonomía de las iglesias ortodoxas. El 16 de junio, el parlamento ucraniano, la Rada Suprema, solicitó a Bartolomé I, Patriarca ecuménico de Constantinopla, conceder la autocefalía a la Iglesia ortodoxa de Ucrania y, por tanto, la independencia de la Iglesia ortodoxa rusa. El 11 de junio, antes de la adopción de la resolución por la Rada, el Patriarcado de Moscú criticó duramente la apelación de los diputados. Sin embargo, el consejo en Creta no consideró ni hizo comentarios oficiales sobre la cuestión de Ucrania.
El 15 de diciembre de 2017, Filaret en Kiev se reunió con representantes personales del Patriarcado de Constantinopla: el Obispo Daniel (UOC de EE. UU.) Y el Obispo Hilarión (UOC de Canadá) y discutieron con ellos temas "de interés mutuo".

## Enlace
- Esta obra contiene una traducción  derivada de «Autocephaly of the Orthodox Church of Ukraine» de Wikipedia en inglés, publicada por sus editores bajo la Licencia de documentación libre de GNU y la Licencia Creative Commons Atribución-CompartirIgual 4.0 Internacional.